# Burg Hüffenhardt
Die Burg Hüffenhardt ist eine abgegangene Burg im Flurgebiet „Bargen“ bei der Gemeinde Hüffenhardt im Neckar-Odenwald-Kreis in Baden-Württemberg.
Die Burg wurde im 14. Jahrhundert im Besitz der Herren von Weinsberg erstmals erwähnt und war später im Besitz der Herren von Helmstatt und der Herren von Gemmingen.
1900 wurde eine drei Meter dicke Mauer der ehemaligen Burg ausgegraben. Sonst ist von der nicht mehr genau lokalisierbaren Burganlage nichts erhalten.